# Bassorilievo delle quattro divinità
Una bassorilievo in pietra delle quattro divinità (in tedesco Viergötterstein ed in olandese Viergodensteen) è un'opera d'arte romana, di solito parte di un monumento più grande, come una colonna commemorativa al dio Giove, di cui costituisce il piedistallo.
Si tratta di una scultura in pietra a forma di cubo sulla quale sono raffigurati su tutti e quattro i lati verticali l'immagine di una divinità romana. Sebbene queste siano divinità importanti, non vi è sempre la stessa divinità sui numerosi bassorilievi delle quattro divinità ritrovati.
Alcuni bassorilievi delle quattro divinità si trovano a Nimega, Cuijk, Kessel, Grevenbicht, Heerlen, Maastricht, Tongeren e in molti altri posti nel Belgio orientale, nel Lussemburgo. Anche in Francia e Germania (specialmente nella Renania) sono stati trovati molti esemplari. La colonna degli dei di Nimega e il molo di Colonna di Giove di Derlon possono essere visti come i resti di un bassorilievo delle quattro divinità.

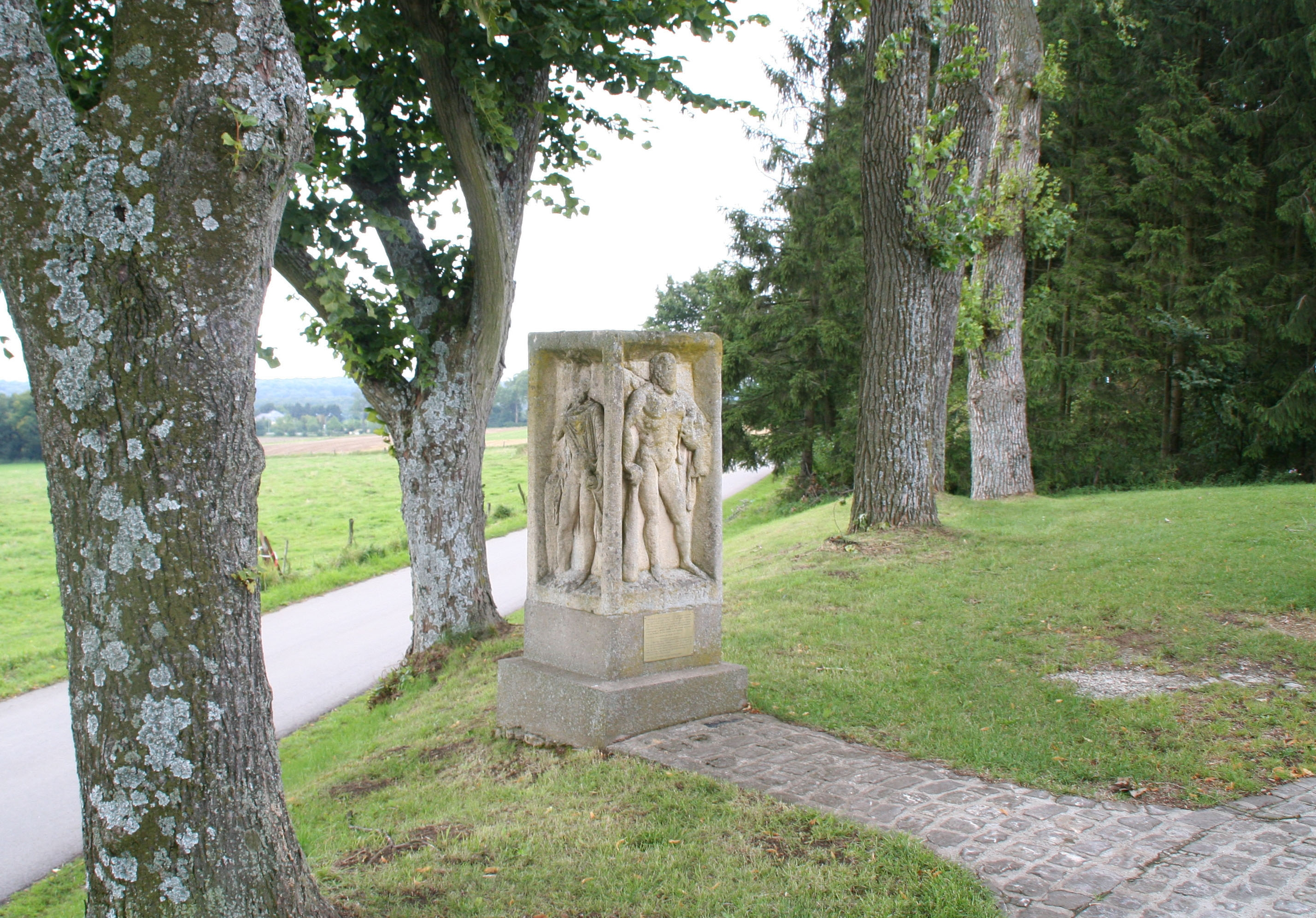
Bassorilievo delle quattro divinità a Schéimerech (Lussemburgo)
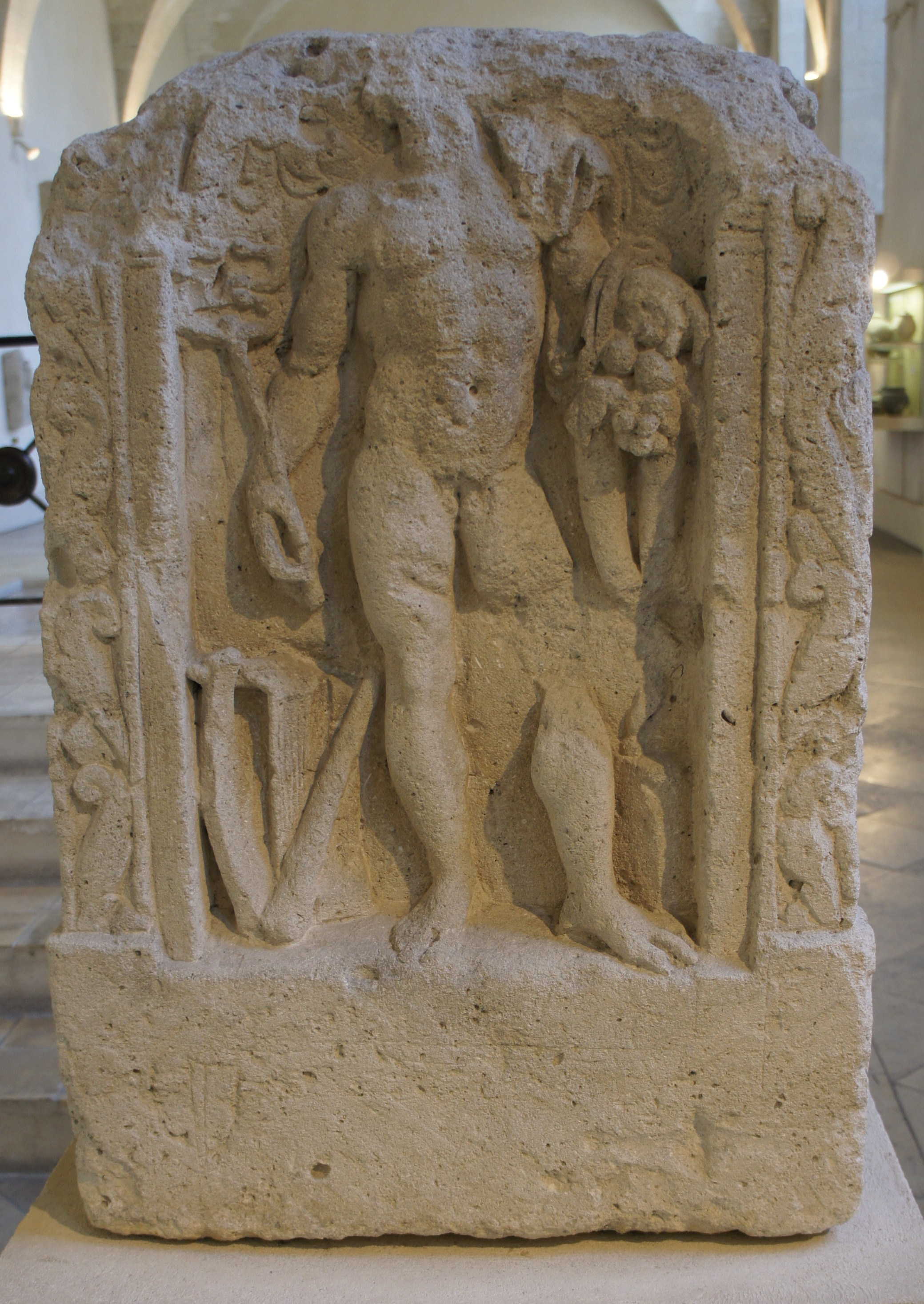
Reims
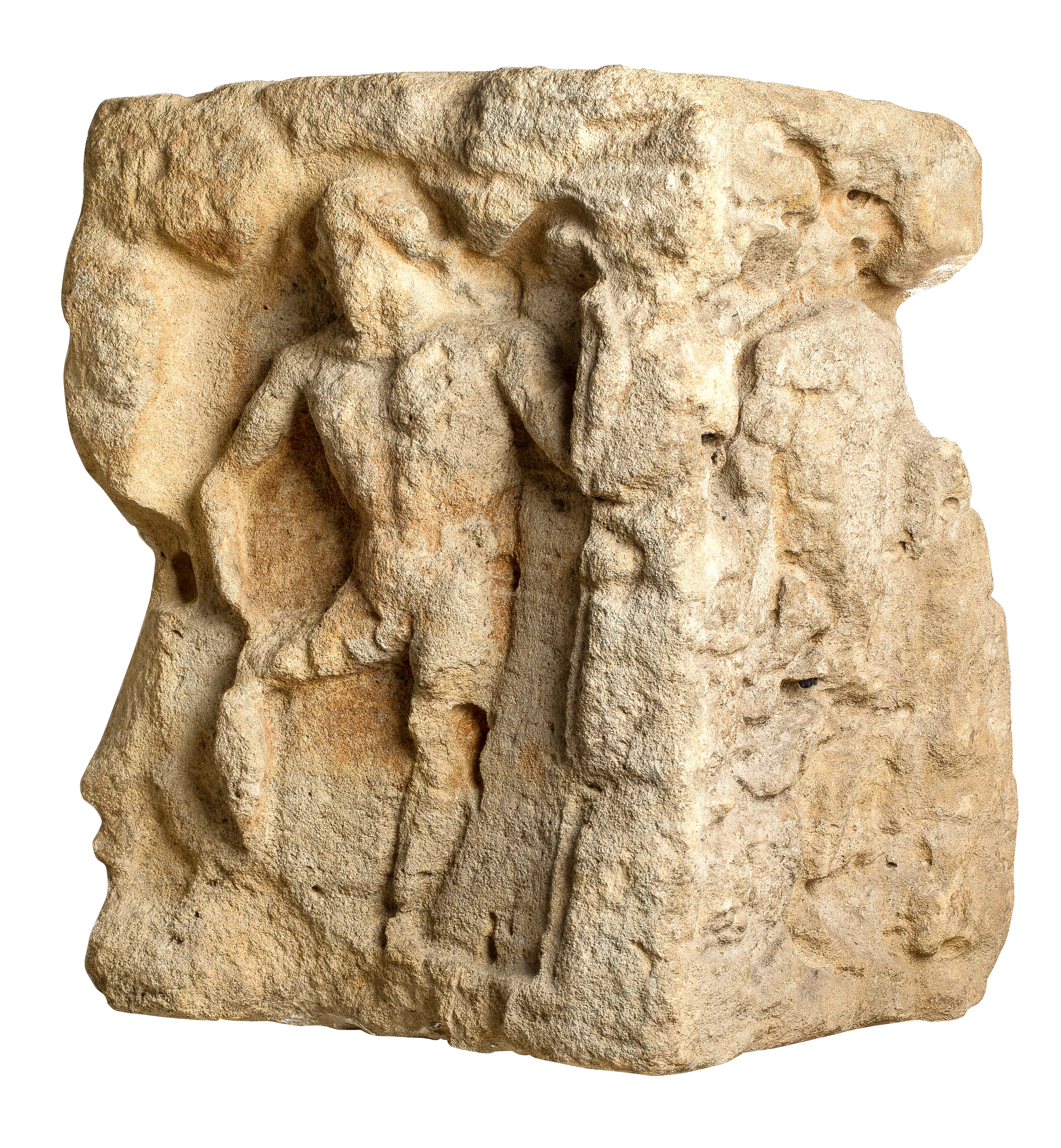
Bassorilievo delle quattro divinità Neptune, Ercole e Diana, 200-250 A.D.Tongeren (B)
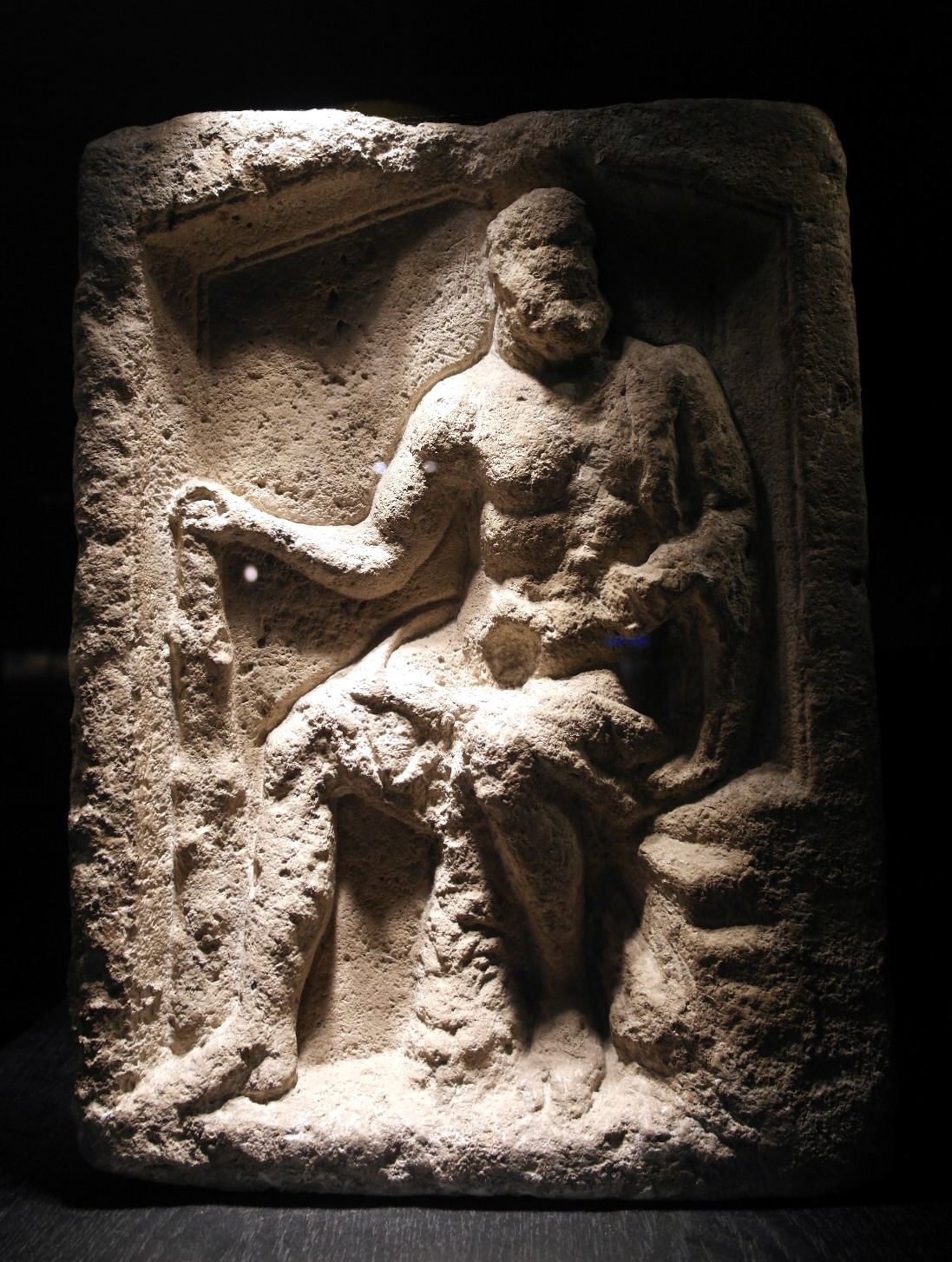
Ercole su un bassorilievo delle quattro divinità di Maastricht
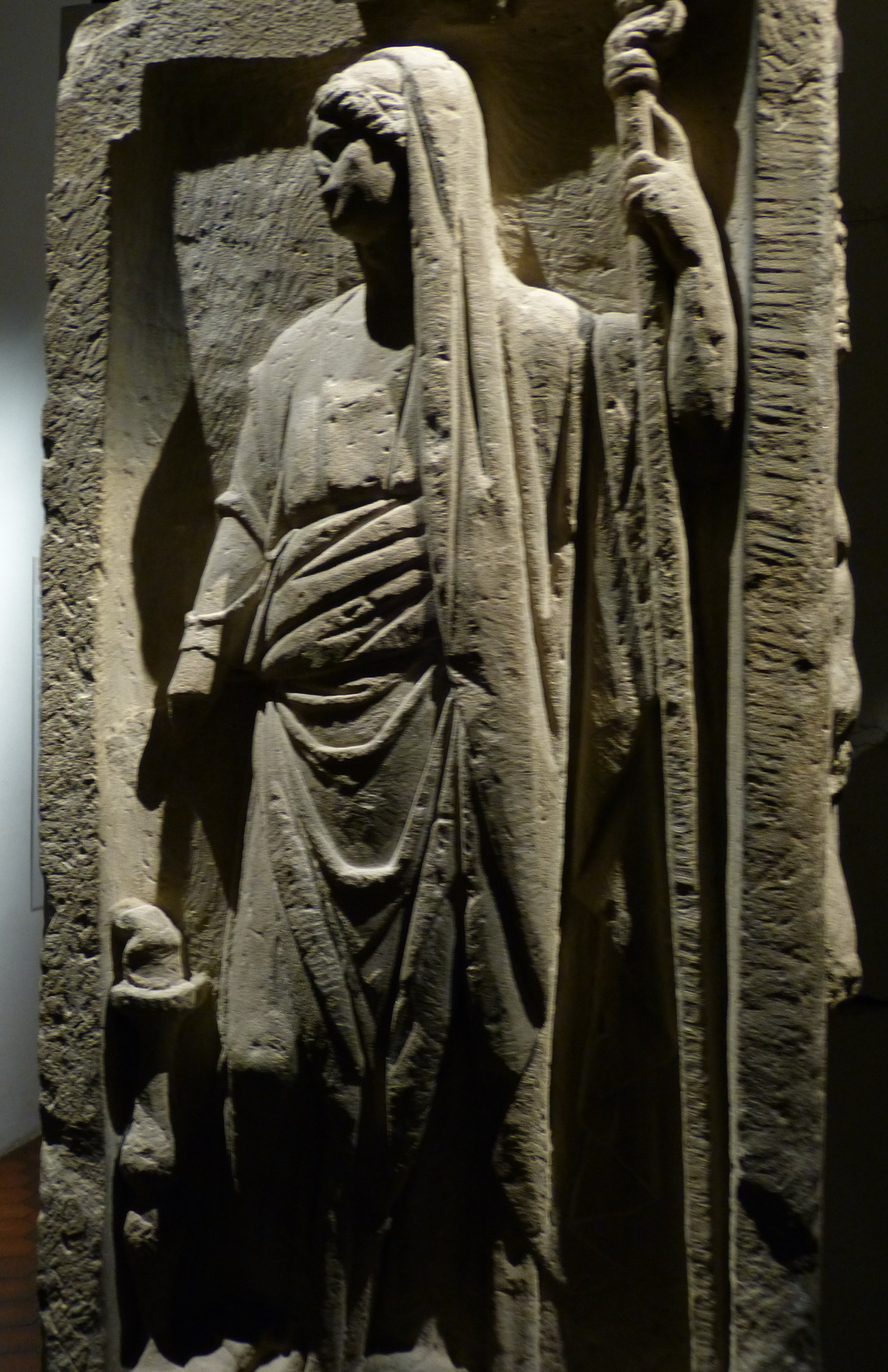
Giunone su un bassorilievo delle quattro divinità a Strasburgo